# Abraham Pincas
 (mars 2017).
Si vous disposez d'ouvrages ou d'articles de référence ou si vous connaissez des sites web de qualité traitant du thème abordé ici, merci de compléter l'article en donnant les références utiles à sa vérifiabilité et en les liant à la section « Notes et références ».
Abraham Pincas, né le 6 août 1945 à Sofia et décédé le 24 mai 2015 à Paris, est un artiste peintre, chercheur, écrivain, professeur à l’École nationale supérieure des beaux-arts, et voyageur bulgaro-franco-israélien du XXe siècle .

## Biographie
Abraham Pincas est né le 6 août 1945 à Sofia en Bulgarie d’une famille de marchands d’origine séfarade. À la fin de la Seconde Guerre mondiale, la famille dépossédée de ses biens émigre en Israël. Il y fait ses études secondaires et le service militaire obligatoire. Il est élevé au grade d’officier.
Descendant d’un illustre peintre de l’École de Paris, Julius Morderai Pincas, dit Pascin, sa vocation d’artiste le mène à Paris.
En 1968, il entre à l’École nationale supérieure des beaux-arts, élève des peintres de la seconde École de Paris, Jean Bertholle et Georges Dayez, il reçoit les diplômes supérieurs d’arts plastiques et d’arts graphiques. Il est alors appelé par Nicolas Wacker, professeur de l’atelier des techniques de la peinture à l’ENSBA et devient son assistant. Il est nommé professeur en 1982.
Jack Lang lui remet la distinction de Chevalier des Arts et des Lettres.
Il enseigne pendant 40 ans dans cette institution tout en perpétuant la tradition de l’enseignement des matériaux et des techniques picturales traditionnelles. Il poursuit l’expérimentation de nouvelles techniques inédites et partage sa connaissance des matériaux anciens et nouveaux.
Il s’attache à la transmission des « savoir-faire » et ouvre son atelier à de nombreux spécialistes de la couleur, du marouflage, de la dorure, de la miniature, la peinture chinoise, la calligraphie et collabore avec des chimistes et des conservateurs-restaurateurs dans le domaine de la peinture, du support et des arts graphiques.
Il participe pendant plusieurs années au rayonnement de l’École des beaux-arts à l’étranger. Dès 1980, il est envoyé en mission à Taïwan, en Chine, en Corée et au Japon pour animer des « masterclass » et former des artistes et des professeurs de très nombreuses écoles d’Art de toute l’Asie.
Il contribue à l’organisation de colloques dans le cadre de l’École des beaux-arts et réalise de nombreuses conférences à travers le monde.

## Œuvre
Parallèlement à l’enseignement, il se consacre à la création d’une œuvre picturale singulière où se créent des relations intimes et profondes entre les principes, les sens, les sensations et les actes. Ses peintures sont nourries d’érudition, inspirée du monde de la mystique et des traditions immuables de l’Occident, de l’Orient et de l’Extrême-Orient, elles sont animées par la présence du caché et du merveilleux.[réf. nécessaire]
L’expression de son art vient du « cœur » , le siège de l’activité spirituelle de toutes les forces de la conscience. Comme le mystique, l’artiste aspire à dévoiler le secret et l’expérience en termes du visible. Pour lui, l’essentiel est d’exprimer un état/sensation extatique afin d’intégrer le monde du mystère, des couleurs et des formes multiples à la simplicité de la vie.[réf. nécessaire]
Ces principes sont révélés par une technique picturale mixte où se révèlent les principes de la lumière et l’ombre, l’opacité, la translucidité, la transparence, la réflexion, la transmission, l’absorption, le visible et l’invisible.[réf. nécessaire]
Son œuvre s’inscrit dans les mouvements symbolistes, surréalistes et mystiques.[réf. nécessaire]

## Séries
- Miroir & Réflexion
- L'arc-en-ciel et les nuages (Réflexion, Ombre et Lumière)
- L'envol de l'oiseau
- L’œil de la baleine (Réflexion et couleurs)
- La fenêtre et le paravent (Transparence et voile)
- Le Golem Tselem
- Principes de dualité
- La source et le nuage (Le tracé, la trace, l'empreinte et l'imprégnation)
- 22 idéogrammes
- Manteaux de lumière, Manteaux de peaux (feutre, soie et nacre)
- Touch of Mandela (lutte, emprisonnement, liberté, unité, avenir)

## Illustrations
- Studies in Ecstatic Kabbalah, Moshe Idel, Sunny Press, New York, 1988
- Langage, Torah and Hermeneutics in Abraham Aboulafia, Moshe Idel, New York, 1988
- L'expérience mystique d'Abraham Aboulafia, Moshe Idel, Éditions du Cerf, Paris 1989
- Les Nouveaux Cahiers, numero 100, 1990
- Maïmonide et la mystique juive, Moshe Idel, Éditions du Cerf, Paris, 1991
- Savoir et Salut, Gedaliahu Guy Stroumsa, Éditions du Cerf, 1992
- Le Golem, Moshe Idel, Éditions du Cerf, Paris, 1992
- Hassidism. Between Ecstasy and Magic, Moshel Idel, Suny Press, New York 1995
- Les chemins de la Kabbale, Moshe Idel et Victor Malka, Albin Michel, Paris, 2000

## Expositions

### Expositions personnelles
1971
- Galerie Ribenfeld. Jaffa. Israël
- Exposition Jhon Arad. Tel Aviv. Israël
- Église de la Madeleine. Paris

1972
- Exposition Claude Robert. Hôtel Drouot. Paris

1973
- Galerie Bossut. Lille. France

1975
- Exposition Jhon Arad. Tel Aviv. Israël

1978
- Galerie Morantin-Nouvion. Paris

1983
- Galerie Pinat Hanistar. Jérusalem. Israël

1990
- Platt Art Gallery, University of Judaism. Los Angeles
- Galerie Stavit. Paris

1991
- Spertus Museum, Spertus College of Judaica. Chicago

1993
- Galerie Art of this Century. Paris

1994
- Galerie de l'hôtel Sofitel. Toulouse

1998
- Mishkenot Sha'ananim. Jérusalem. Israël
- Galerie de l'Académie des arts. Tian Jin. Chine

2001
- Galerie Zafira. Paris

2002
- Centre d'art et de culture juive, Espace Rachi. Paris

2006
- Manteaux de lumière, manteaux de peau. Musée Galliera. Paris

2010
- Galerie 89. Paris

### Expositions collectives
1986
- Exposition Internationale d'Arts Plastiques. Musée Olympique. Lausanne

1988
- Golem. Danger, Deliverance and Art. Jewish Museum. New-York

1994
- Corps et âmes. Salon d'arts plastiques de Marne-la-Vallée
- L'art et la Paix. Maison des Associations. Paris

1995
- Homme à Pascin. Vidin. Bulgarie
- L'esprit de la matière. 14e Salon d'arts plastiques de Marne-la-Vallée

1996
- 15e Salon d'arts plastiques de Marne-la-Vallée

1997
- Autour de Géricault. École Nationale Supérieure des Beaux-Arts de Paris.

1998
- Les artistes bulgares à Paris. Mairie du IXe arrondissement. Paris.

2000
- Art Halloween. Clinique Victor Hugo. Paris

2003
- Art juif et représentation. Journée Européenne de la Culture Juive. Paris

2005
- The Nelson Mandela Unity Series. World Economic Forum. Davos
- Exposition des artistes de la Fondation Nationale des Arts Graphiques et Plastiques. Paris

## Conférences
1994
- Sur le Golem, interview sur France Culture
- Présentation des œuvres, soirée Théma sur les anges, Arte

1995
- Conférences et enseignement à la New World School of the Art. Miami
- Les Couleurs des présidentielles, interview sur RMC
- Un homme, une œuvre : Abraham Aboulafia, interview sur France Culture

1996
- Conférences à l'École des beaux-arts de Bezalel. Jérusalem

1997
- Conférences aux universités de Tsubuka, Gedai, Musabi, Joshibi et Tamabi. Japon
- "Concept spirituel et art", séminaire à l'institut S. Hartman. Jérusalem
- Conférences et table ronde au musée d'art moderne de Taipei. Taïwan
- Conférences à l'université normale nationale de Changhua. Taïwan
- Conférence aux journées "Noir et Blanc", EREC. Paris

1998
- Conférences et exposition à l'université de Tian Jin et de Urumqui. Chine

2002
- Création d'un Golem pour le film Golem Golem par le réalisateur A. Salfati

2004
- Conférences à Shan Yan, Pékin, université Xu Beihong. Asie centrale et Chine
- Conférences sur le Golem au Spertus Museum, Chicago

2005
- Aux couleurs de Corée, conférence dans le cadre de la manifestation sur le thème du papier Hanji. Paris

## Ouvrages
- Abraham Pincas, Le Lustre de la main. Esprit, matière et technique de la peinture, Paris, Éditions EREC, 1991, 366 p. (ISBN 978-2905519177)
- Abraham Pincas, La Source et le Nuage : Processus et techniques de création, Paris, Éditions EREC, 2002, 285 p. (ISBN 978-2905519320)
- Abraham Pincas, Recettes de peinture : Techniques de la peinture et du dessin ; Feu noir, feu blanc, Paris, Éditions EREC, 2010, 183 p. (ISBN 978-2840562887)